# La faccia del mare
La faccia del mare è un album del cantante pop italiano Massimo Ranieri, contenente 11 tracce, uscito nel 1978.

## Tracce
Testi di Michelle Vasseur e Vito Pallavicini, musiche di Gianluigi Guarnieri e Victor Bach.
1. Introduzione
2. Il cuore del mare
3. New York City
4. La faccia del mare
5. I lotofagi
6. Penelope
7. Il dirottamento
8. Stephanos
9. Sole sulla banda
10. Odyssea
11. Finale